# Gentiana zollingeri
Gentiana zollingeri és una espècie de planta fanerògama que pertany a la família de les gencianàcies (Gentianaceae). És popularment coneguda amb el japonès フデリンドウ (筆竜胆) Fude-rindo, que significa literalment Genciana de pinzell, va ser donat perquè l'aspecte de les poncelles s'assembla a la punta de pinzell.

## Descripció
Gentiana zollingeri és una planta anual. Les flors s'obren quan fa sol, però queden tancades els dies ennuvolats i assolellats. La flor té forma de trompeta, fa uns 2 a 2,5 cm de llarg, i floreix en grup a la punta de la tija. La corol·la té cinc lòbuls, però sembla tenir deu pètals perquè cada lòbul també té dos lòbuls accessoris. Les flors són generalment violetes, però rarament també n'hi ha de blanques. Les fulles que s'apinyen a la part superior de la tija són petites i gruixudes i en forma d'oval, fan entre 0,5 a 1,2 cm de llarg. El revers de les fulles es tenyeixen sovint de porpra vermellós.

## Distribució i hàbitat
L'àrea de distribució nativa d'aquesta espècie és l'extrem orient rus fins a la Xina central i el Japó i creix principalment al bioma temperat de bosquets o prats assolellats, als camps i muntanyes.

## Taxonomia
Gentiana zollingeri va ser descrita per William Fawcett i publicat a Journal of Botany, British and Foreign 21(6): 183, a l'any 1883.
Etimologia
Gentiana: Segons Plini el Vell i Dioscòrides Pedaci, el seu nom deriva del de Genci, rei de Il·líria en el segle ii, a qui s'atribuïa el descobriment del valor curatiu de la Gentiana lutea.
zollingeri: epítet en honor del botànic suís Heinrich Zollinger (1818 – 1859).
Sinonímia
- Ciminalis zollingeri (Fawc.)
- Varasia zollingeri (Fawc.)[2]

Subespècies
- Gentiana zollingeri subsp. tentyoensis (Masam.) Halda. Només creix a l'illa de Taiwan
- Gentiana zollingeri subsp. zollingeri[7]